# Chavargudd, Hubli
Chavargudd là một làng thuộc tehsil Hubli, huyện Dharwad, bang Karnataka, Ấn Độ.